# Cratyna hirticornis
Cratyna hirticornis är en tvåvingeart som först beskrevs av Johann Wilhelm Meigen 1818.  Cratyna hirticornis ingår i släktet Cratyna och familjen sorgmyggor.
Artens utbredningsområde är Tyskland. Inga underarter finns listade i Catalogue of Life.